# ألبرت ميشيلز
ألبرت ميشيلز هو لاعب كرة قدم بلجيكي في مركز الوسط، ولد في 14 مارس 1939 في Zele ‏ في بلجيكا. شارك مع منتخب بلجيكا لكرة القدم. أما مع النوادي، فقد لعب مع بيرتشوت ورويال أنتويرب وسيركل بروج ونادي سينت نيكلاس.

## وصلات خارجية
- ألبرت ميشيلز على موقع الاتحاد البلجيكي (الإنجليزية)
- ألبرت ميشيلز على موقع قاعدة بيانات كرة القدم.إي يو (الإنجليزية)
- ألبرت ميشيلز على موقع ناشيونال فوتبول تيمز (الإنجليزية)